# Junction (Texas)
Junction is een plaats (city) in de Amerikaanse staat Texas, en valt bestuurlijk gezien onder Kimble County.

## Demografie
Bij de volkstelling in 2000 werd het aantal inwoners vastgesteld op 2618.
In 2006 is het aantal inwoners door het United States Census Bureau geschat op 2645, een stijging van 27 (1,0%).

## Geografie
Volgens het United States Census Bureau beslaat de plaats een oppervlakte van
5,9 km², geheel bestaande uit land. Junction ligt op ongeveer 519 m boven zeeniveau.

## Plaatsen in de nabije omgeving
De onderstaande figuur toont nabijgelegen plaatsen in een straal van 68 km rond Junction.